# ليزلي نيومان
ليزلي نيومان (بالإنجليزية: Leslie Newman)‏ هي كاتبة سيناريو أمريكية، ولدت في 1939.

## وصلات خارجية
- ليزلي نيومان على موقع IMDb (الإنجليزية)
- ليزلي نيومان على موقع ألو سيني (الفرنسية)
- ليزلي نيومان على موقع أول موفي (الإنجليزية)
- ليزلي نيومان على موقع قاعدة بيانات الأفلام السويدية (السويدية)
- ليزلي نيومان على موقع قاعدة بيانات الفيلم (الإنجليزية)